# Ksenon-135
Ksenon-135 (135Xe) je nestabilan izotop ksenona sa poluživotom od oko 9,2 sata. 135Xe je fisioni produkt urana i najmoćniji je poznati nuklearni otrov koji apsorbuje neutrone (2 miliona barna; do 3 miliona barna u reaktorskim uslovima.), sa značajnim uticajem na rad nuklearnog reaktora. Krajnji prinos ksenona-135 iz fisije je 6,3%, mada je najveći deo proizveden od telura-135 i joda-135.

## Spoljašnje veze
- "Xenon Poisoning" or Neutron Absorption in Reactors